# Veronica Mars
Veronica Mars ist eine US-amerikanische Fernsehserie, die von Rob Thomas entwickelt wurde. Dreh- und Angelpunkt der Serie ist die Protagonistin Veronica Mars (gespielt von Kristen Bell). Sie ist in den beiden ersten Staffeln Schülerin an einer High School und in der dritten Staffel Studentin an einem College. Nebenher arbeitet sie – anfänglich inoffiziell – mit ihrem Vater als Privatdetektivin. Die Serie vereint dabei typische Elemente aus dem Film Noir, Krimi-, High-School- und Drama-Genre.
Der Pilot der Serie lief am 22. September 2004 auf UPN. Seit Frühling 2006 lief die Serie auch in Deutschland im ZDF, in Österreich auf ATV und in der Schweiz auf SF zwei.
Trotz guter Kritiken erzielte Veronica Mars nur schwache Einschaltquoten. Am 17. Mai 2007 setzte The CW die Serie nach drei Staffeln ab. Am 13. März 2014 kam der gleichnamige Film zur Serie in die deutschen Kinos, der US-amerikanische Filmstart war am 14. März.
Am 19. Juli 2019 veröffentlichte der Streamingdienst Hulu eine vierte Staffel. Die Handlung der acht neuen Folgen spielt fünf Jahre nach dem 2014 erschienenen Film.

## Inhalt
Die Staffeln 1 und 2 wurden, neben den auf die einzelnen Folgen beschränkten Fälle, jeweils von einem großen Kriminalfall als Handlungsrahmen dominiert (Staffel 1: „Wer tötete Lilly Kane?“, Staffel 2: „Wer war verantwortlich für den Busunfall?“). Von diesem Schema wich die Serie in der dritten Staffel ab. Es gab zwei kleinere übergreifende Fälle („Wer ist der Hearst-Vergewaltiger?“, „Wer tötete den Dekan des Hearst College?“) sowie fünf Einzel-Folgen. Der Sender beabsichtigte damit, auch Zuschauer mit weniger Durchhaltevermögen an die Serie zu binden. Ursprünglich sollten auch die letzten fünf Folgen einen eigenen Handlungsbogen haben, jedoch entschied man sich schließlich dagegen. Als Grund hierfür wurde unter anderem die gekürzte Staffellänge genannt.

### Staffel 1

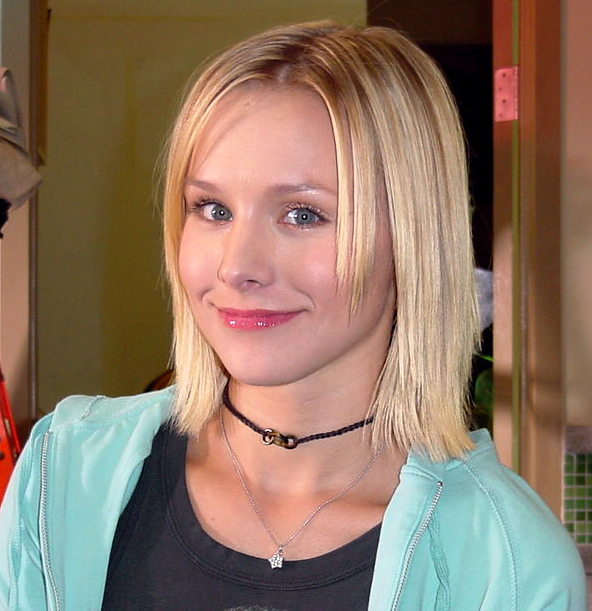
Hauptdarstellerin Kristen Bell am Set von Veronica Mars

Veronica Mars, die Hauptperson der Serie, ist die Tochter von Keith Mars, dem Sheriff der fiktiven kalifornischen Kleinstadt Neptune. Neptune wird von Veronica in der ersten Folge als „Stadt ohne Mittelschicht“ vorgestellt: „Wenn du hier zur Schule gehst, dann sind deine Eltern entweder Millionäre oder sie arbeiten für Millionäre.“ Diese gesellschaftliche Spaltung setzt sich bis in die Schülerschaft fort: Die nach den Endziffern der Postleitzahl des reichen Wohngebietes benannten „09er“ können sich eine beliebige Anzahl von Statussymbolen leisten; die anderen können das nicht. Vor Beginn der Handlung ist Veronica als Freundin des Milliardärssohnes Duncan Kane Teil der „09er“-Clique.
Nachdem Duncans Schwester und Veronicas beste Freundin Lilly Kane ermordet wurde, nimmt Sheriff Mars Lillys Vater als Verdächtigen fest; die Stadt steht jedoch hinter der beliebten Kane-Familie, und Keith Mars verliert sein Amt in einer eilig einberufenen Neuwahl. Da Veronica gegenüber ihren Freunden für ihren Vater Partei ergreift, wird sie zur Außenseiterin. Als sie aus Trotz auf einer Party erscheint, auf der sie unerwünscht ist, wird sie mit Hilfe eines Drinks betäubt und vergewaltigt. Am nächsten Morgen kann sie sich jedoch nur noch an den Anfang des Abends erinnern. Bei dem neuen Sheriff Don Lamb will sie Anzeige erstatten, doch dieser lacht sie nur aus, da er Veronica und ihren Vater für Wichtigtuer hält. Kurz darauf verlässt Veronicas Mutter die Stadt und taucht unter.
Veronica hilft ihrem nun alleinerziehenden Vater, der inzwischen als Privatdetektiv arbeitet, bei der Lösung von Fällen. Zu Beginn der Staffel fungiert sie offiziell lediglich als seine Teilzeitsekretärin, stolpert dann aber im weiteren Verlauf an ihrer Schule und privat immer wieder über „Fälle“, die sie eigenständig aufklärt. Dabei findet sie immer mehr Puzzlestücke zur Beantwortung der für sie wichtigsten Fragen: Wer hat ihre beste Freundin Lilly ermordet, wer hat sie selbst vergewaltigt, und wo und warum hält sich ihre Mutter versteckt? Unterstützung erhält Veronica dabei von Wallace Fennel, einem Mitschüler, dem Veronica gleich an seinem ersten Tag an der High School in einer kompromittierenden Situation beisteht, dem Anführer der örtlichen Motorradgang Eli „Weevil“ Navarro und Logan Echolls, einem verwöhnten Schauspielersohn und Ex-Freund von Lilly Kane.
Veronica beginnt eine Beziehung mit Troy Vandegraff, dem ersten „09er“, der sich wieder für sie interessiert. Als jedoch sein Auto nach einem Trip nach Mexiko zusammen mit einem Päckchen mit Steroiden scheinbar gestohlen wird, wird klar, dass er keine ernsten Absichten hat und die Steroide selbst verkaufen will. Veronica durchschaut ihn und lässt die Steroide verschwinden; Troy muss Neptune verlassen. Da sich Veronica häufig auf der Polizeiwache aufhält, fällt sie Deputy Leo D'Amato auf, der mit ihr auf einen Highschoolball geht. Logans Mutter Lynn Echolls begeht Selbstmord, indem sie von einer Brücke springt. Logan ist jedoch fest davon überzeugt, dass sie noch lebt; deshalb engagiert er Veronica, um sie zu suchen. Die beiden finden jedoch nur ein Amateurvideo, das nahelegt, dass Lynn tatsächlich Selbstmord begangen hat.
Duncan ist inzwischen mit Veronicas einziger „09er“-Freundin Meg Manning zusammen. Veronica findet ihre mittlerweile alkoholabhängige Mutter und bringt sie in eine Entzugsklinik, während Keith Mars eine Beziehung mit Wallace Fennels Mutter Alicia beginnt. Veronica verlässt Deputy Leo, weil sie und Logan sich näher kommen. Bei Ermittlungen erfährt Veronica von Duncans Krankheit, einer seltenen Form der Epilepsie, die mit Schüben von Aggressivität und Amnesie einhergeht. Sie verdächtigt nun Duncan, seine Schwester Lilly getötet zu haben, worauf er aus Neptune flüchtet. Keith Mars spürt Duncan jedoch auf und bringt ihn zurück. Veronica findet heraus, dass ihr auf der „09er“-Party vor einem Jahr ein Getränk mit GHB gegeben wurde, das eigentlich für ein anderes Mädchen bestimmt war. Duncan, der sie im Gästezimmer vorfand, bekam von Logan ebenfalls GHB und schlief mit ihr. Da Logans Mutter ihm jedoch erzählt hatte, dass Veronica seine Schwester sei, wollte er alles vergessen. Ein Gentest beweist, dass nicht Jake Kane, der mit Lianne Mars eine Beziehung hatte, Veronicas Vater ist, sondern Keith Mars.
Veronica hält jetzt Logan für den Mörder von Lilly. Videobänder, die Duncan und Veronica finden, beweisen jedoch, dass Lilly und Logans Vater Aaron Echolls eine Affäre hatten. Nachdem Lilly die Bänder an sich genommen hatte und nicht zurückgeben wollte, wurde sie von Aaron getötet. Aaron Echolls Versuch, Veronica die Bänder abzunehmen und sie zu töten, wird von Keith Mars vereitelt und Aaron wird verhaftet.

### Staffel 2
In der Nacht der Verhaftung von Aaron Echolls wird Logan von „Weevils“ Motorradgang verprügelt und erwacht mit einem Messer in der Hand neben der Leiche des Gangmitglieds Felix. Er kommt nicht ins Gefängnis, verändert sich aber so sehr, dass sich Veronica von ihm trennt. Sie kommt später wieder mit Duncan zusammen und zählt damit erneut zur Clique der „09er“. Wallace und fünf andere Top-Sportler bekommen Sportverbot, weil sie Drogen genommen haben sollen; Wallace bittet Veronica, seine Unschuld zu beweisen. Als bei einem Schulausflug der Bus über eine Klippe stürzt, versucht Veronica hinter den Grund für das Busunglück zu kommen. Zunächst gerät der Busfahrer in Verdacht, Selbstmord begangen zu haben. Wallace wird von seinem leiblichen Vater besucht, mit dem er für einige Wochen nach Chicago geht, während sich Keith Mars und seine Mutter Alicia trennen. Ein Zeuge taucht auf, der gesehen haben will, dass Logan Felix vorsätzlich getötet haben soll.
Die einzige Überlebende des Busunglücks ist Meg Manning, Duncans Ex-Freundin, die allerdings im Koma liegt. Es tauchen Indizien auf, dass das Busunglück ein geplanter Anschlag mit einer Bombe war, die von einem Spezialeffekt-Experten aus der Filmbranche ausgeführt wurde; dieser wird tot am Strand aufgefunden. Zufällig findet Veronica heraus, dass Meg schwanger ist; der Vater ist Duncan. Meg stirbt im Krankenhaus, das Kind überlebt. Veronica hilft Duncan, mit seiner kleinen Tochter Lilly nach Mexiko zu fliehen, um das Kind vor Megs überstrengen Eltern zu schützen und damit Megs letzten Willen zu erfüllen. Der Ex-Baseballstar Terrence Cook wird als nächster verdächtigt, den Busanschlag geplant zu haben, da eine mitfahrende Lehrerin von seiner Spielsucht wusste.
Veronica klärt eine Serie von Missbräuchen durch den Bürgermeister von Neptune auf, der daraufhin flüchtet. Aaron Echolls, der wegen des Mordes an Lilly Kane angeklagt ist, wird aufgrund verfälschter Beweise freigesprochen. Duncan beauftragt Clarence Wiedman, den ehemaligen Sicherheitschef von Kane Software, Aaron zu töten. In der letzten Folge der zweiten Staffel findet Veronica heraus, dass Cassidy Casablancas für den Anschlag auf den Schulbus verantwortlich ist und erfährt, dass er es war, der sie damals während der Party vergewaltigt hat. Daraufhin stürzt er sich von einem Dach und stirbt.

### Staffel 3
Veronica Mars, die mit Logan Echolls liiert ist, beginnt zusammen mit Logan, Wallace Fennel, Cindy „Mac“ MacKenzie und Dick Casablancas ihr Studium am Hearst-College in Neptune; sie belegt das Fach Kriminologie bei Hank Landry. Gleich am ersten Tag wird sie mit einer Vergewaltigungsserie am College konfrontiert. Eines der Opfer ist Parker Lee, die Zimmergenossin von „Mac“. Nachdem sie betäubt und vergewaltigt worden war, wurden ihr auch noch die Kopfhaare abrasiert. Die Spur führt zu den Studentenverbindungen, da alle Opfer vorher auf Partys der Verbindungen waren. Keith Mars ist immer noch Privatdetektiv und zunächst mit einem Fall rund um die Fitzpatricks und Kendall Casablancas beschäftigt, der seinen Anfang in der zweiten Staffel hat. Eli „Weevil“ Navarro arbeitet kurzzeitig für Keith Mars. Veronica trennt sich mehrfach von Logan, der sich völlig zurückzieht, bis er mit Parker Lee zusammenkommt. Bei Ermittlungen erfährt Veronica scheinbar zufällig, dass ihr Mentor Hank Landry ein Verhältnis mit Mindy O’Dell, der Frau des College-Rektors, hat. Veronica kann den Vergewaltigungsfall schließlich lösen, wonach zwei Studenten verhaftet werden.
Der allseits unbeliebte Dekan Cyrus O’Dell wird tot in seinem Büro aufgefunden. Alles sieht nach einem Selbstmord aus, doch auch Mord ist nicht auszuschließen. Als Täter kommen Mindy O’Dell und ihr Geliebter Hank Landry aber auch Mindys Ex-Mann Steve Bitondo in Frage. Während der Ermittlungen kommen Bitondo und Sheriff Don Lamb ums Leben; Mindy O’Dell und später Hank Landry können flüchten. Nach Lambs Tod übernimmt Keith Mars wieder die Sheriff-Stelle in Neptune. Landry wird gefasst und wegen Totschlags an Mindy O’Dell vor Gericht gestellt; Veronica findet heraus, dass Tim Foyle, die rechte Hand von Landry, seinen Professor durch die Ermordung des Dekans loswerden wollte und ihr aus diesem Grund Informationen zum Verhältnis zwischen Landry und Mindy O’Dell zugespielt hat.
Schließlich beginnt Veronica eine Beziehung mit Stosh „Piz“ Piznarski, dem Mitbewohner von Wallace, der nebenbei als Radio-Moderator arbeitet. Der zweite Privatdetektiv in Neptune, Vinnie Van Lowe, kandidiert ebenfalls für die bald stattfindende Sheriff-Wahl als Konkurrent von Keith Mars. Die ominöse Geheimgruppe „The Castle“ versendet ein Sex-Video von Veronica und „Piz“ per E-Mail, woraufhin Veronica ins Anwesen von „Castle“-Mitglied Jake Kane einbricht, um Beweise zu sammeln. Am Ende der Staffel beginnt die Sheriff-Wahl, während die Staatsanwaltschaft gegen Keith ermittelt, weil er Video-Beweise, die seine Tochter Veronica beim Einbruch in das Kane-Anwesen zeigen, vernichtet hat.

### Staffel 4
Die Handlung spielt 15 Jahre nach der dritten Staffel und fünf Jahre nach dem Spielfilm. Veronica Mars lebt zusammen mit Logan in Neptune und betreibt nun vollberuflich die Privatdetektei Mars Investigation zusammen mit ihrem Vater. In Neptune kommt es während des Spring Breaks zu einer Serie von Bombenanschlägen, die von Veronica und ihrem Vater untersucht werden.

## Besetzung  und Synchronisation

### Hauptrollen

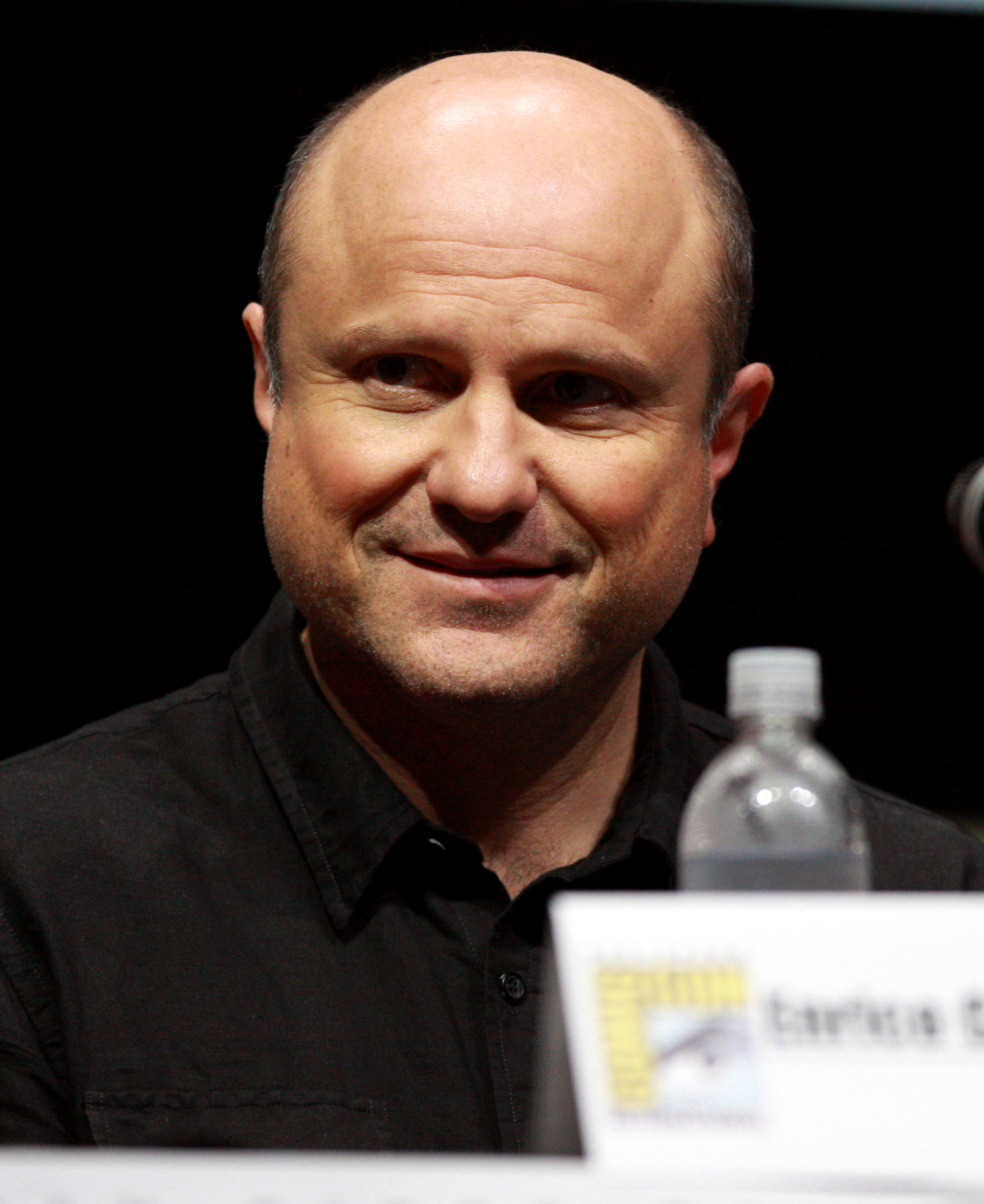
Enrico Colantoni (Keith Mars)

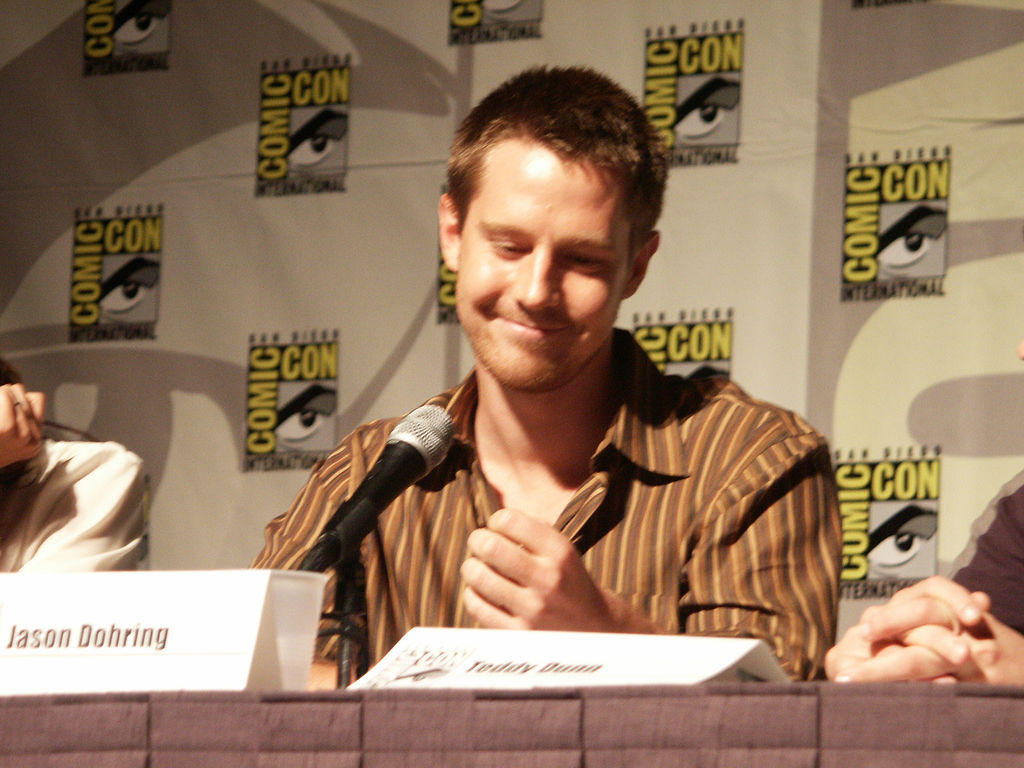
Jason Dohring (Logan Echolls)

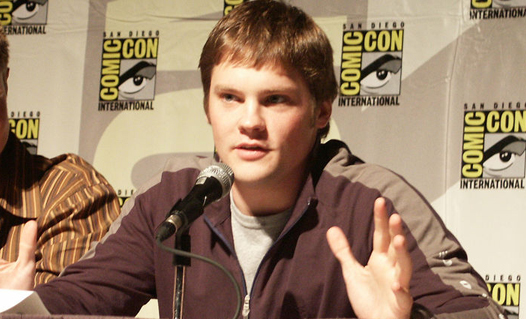
Teddy Dunn (Duncan Kane)

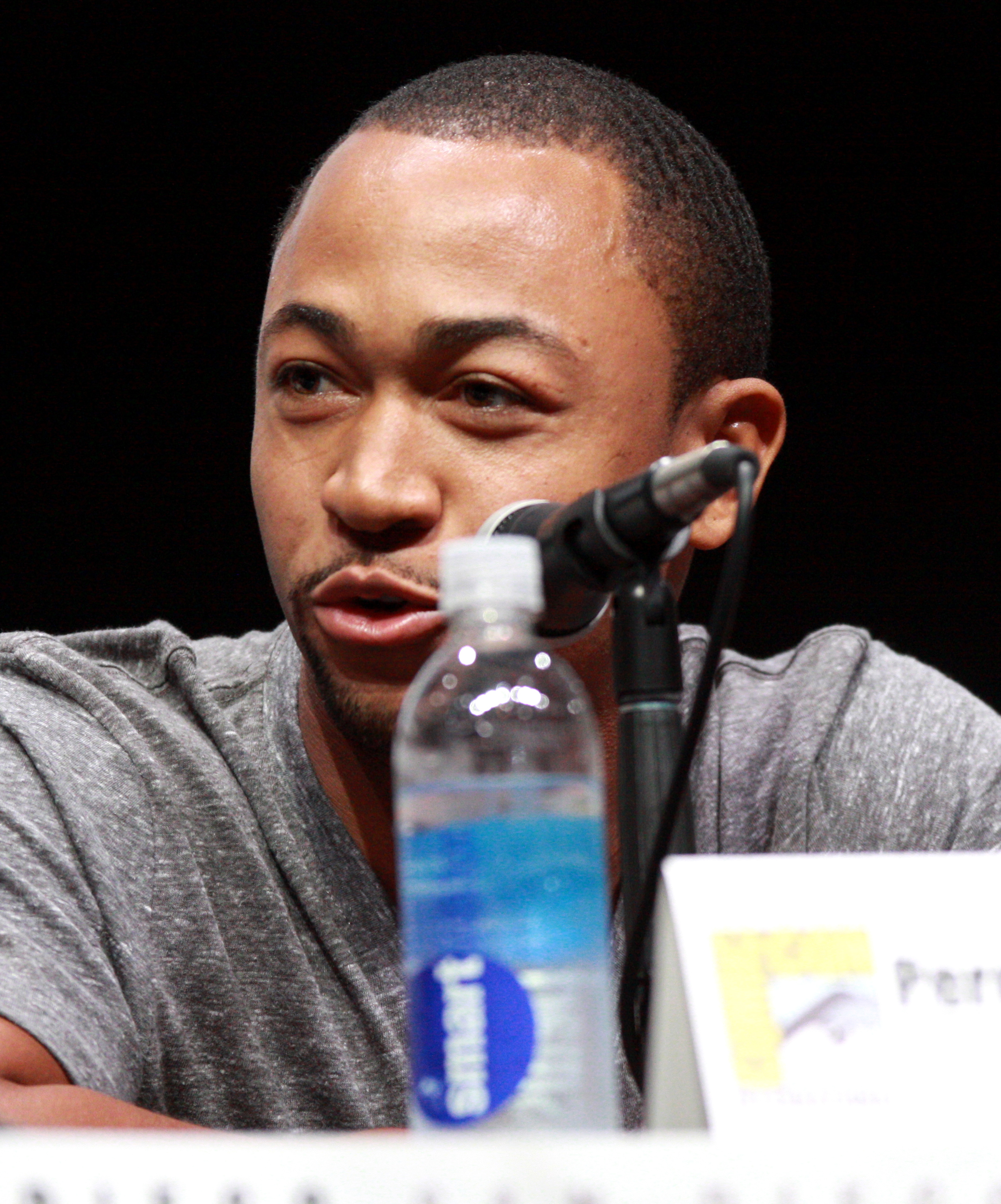
Percy Daggs III (Wallace Fennel)

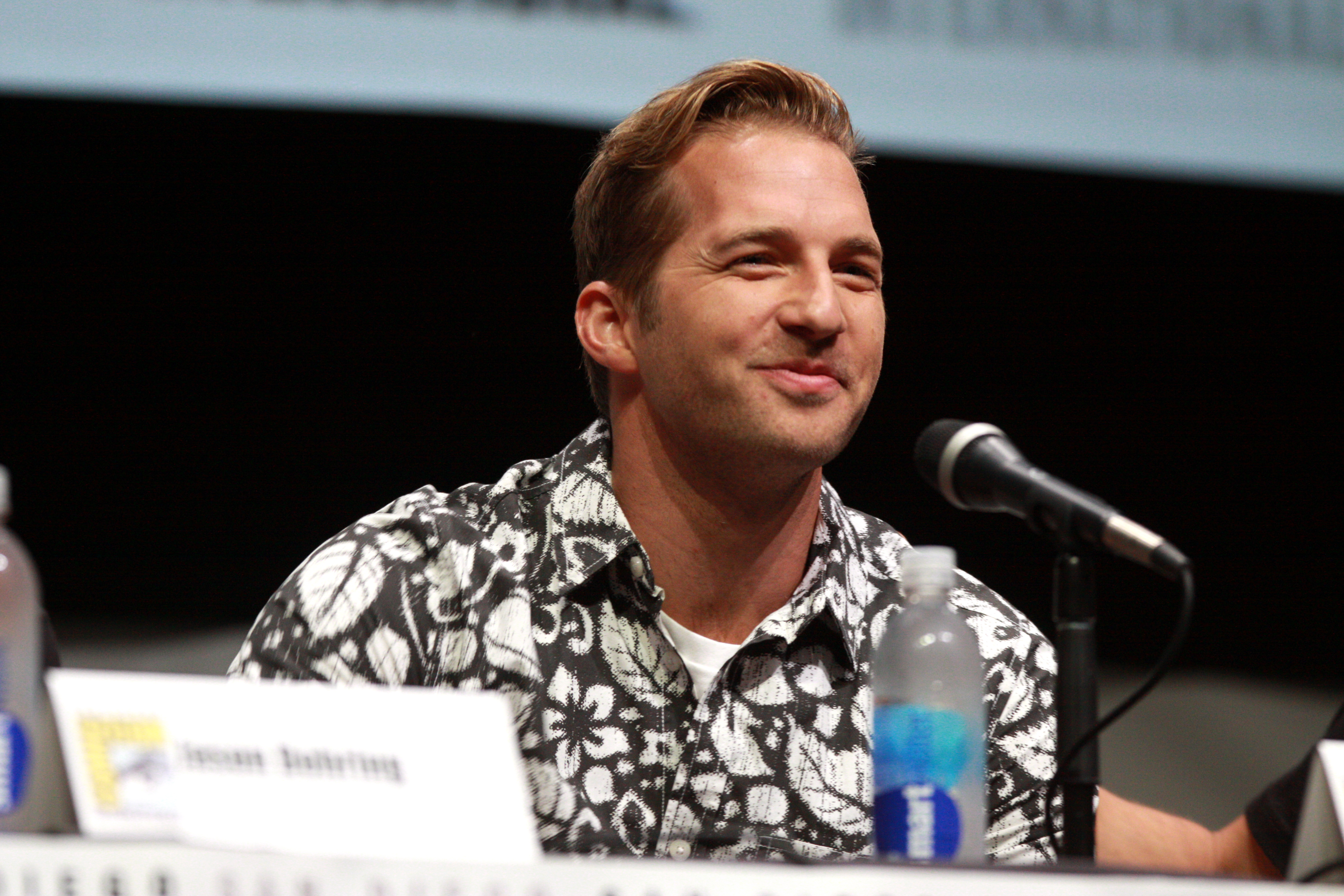
Ryan Hansen (Dick Casablancas)

- Veronica Mars (Kristen Bell, deutsche Sprecherin: Manja Doering)
ist die Titelheldin und eine junge Detektivin. Veronica klärt nicht nur Fälle für ihre Mitschüler auf (von Erpressung bis Diebstahl, über Drogen und Stalking bis hin zu Vergewaltigungen von Studentinnen), sondern findet in der ersten Staffel auch den Mörder ihrer besten Freundin Lilly und stellt in der zweiten Staffel den Schulbusattentäter. Sie arbeitet mit ihrem Vater zusammen und hat dadurch Zugriff auf die notwendigen technischen Ressourcen.
- Keith Mars (Enrico Colantoni, deutscher Sprecher: Detlef Bierstedt)
ist der Vater von Veronica und ehemaliger Sheriff von Neptune. Keith ist inzwischen Privatdetektiv und allein erziehender Vater. Er hat sich von Lianne getrennt und fängt eine Beziehung mit Wallace' Mutter an.
- Wallace Fennel (Percy Daggs III, deutscher Sprecher: David Turba)
ist der beste Freund von Veronica. Er kommt in der ersten Staffel neu an die Neptune High und wird später Star des schuleigenen Basketball-Teams.
- Logan Echolls (Jason Dohring, deutscher Sprecher: Gerrit Schmidt-Foß)
ist der Sohn des Hollywood-Schauspielers Aaron Echolls und wird in der ersten Folge vorgestellt als „psychotic Jackass“ der Schule. Er entwickelt sich allmählich zu einem von Veronicas Freunden und gerät oftmals durch seine Überheblichkeit von einer Schwierigkeit in die nächste.
- Duncan Kane (Teddy Dunn, deutscher Sprecher: Robin Kahnmeyer)
war anfangs Veronicas Freund, verlässt sie aber ohne Angabe eines Grundes. Er ist der Bruder von Lilly und der ungekrönte „König“ der „09er“, der eine mysteriöse Krankheit hat. Gegen Ende der ersten Staffel beginnt er eine Beziehung mit Meg. Im Laufe der zweiten Staffel setzt er sich mit Veronicas Hilfe nach Mexico ab, um sein und Megs Kind vor ihren fanatisch religiösen Eltern zu beschützen.
- Eli „Weevil“ Navarro (Francis Capra, deutscher Sprecher: Michael Deffert)
ist Chef der Neptune Motorradgang, den PCHers. Veronica und er helfen sich gegenseitig bei Schwierigkeiten. Eli war vor ihrem Tod kurzzeitig mit Lilly zusammen, was beide verschwiegen.
- Don Lamb (Michael Muhney, deutscher Sprecher: Viktor Neumann)
ist der neue Sheriff von Neptune und hatte Keith Mars damit abgelöst. Ihn und Keith verbindet eine lange Rivalität, weshalb er ungern mit Veronica und ihrem Vater zusammenarbeitet und damit oftmals die Aufklärung von Kriminalfällen unnötig in die Länge zieht.
- Dick Casablancas (Ryan Hansen, deutsche Sprecher: Fabian Hollwitz, Kim Hasper)
ist ein arroganter „09er“ und der Langzeitfreund von Madison Sinclair. Der Sohn von Richard „Big Dick“ Casablancas und große Bruder von Cassidy „Beaver“ Casablancas kennt keine Moral. Er und Logan treiben sich gegenseitig zu immer neuen, teils illegalen Aktivitäten an.
- Cassidy „Beaver“ Casablancas (Kyle Gallner, deutscher Sprecher: Marius Clarén)
ist der jüngere Bruder von Dick. Obwohl er Mitglied der „09er“ ist, bleibt er dennoch Außenseiter in der reichen Welt. Er stellt sich als der Vergewaltiger von Veronica heraus.
- Cindy „Mac“ MacKenzie (Tina Majorino, deutsche Sprecherin: Julia Kaufmann)
ist eine computerversierte Freundin von Veronica, die ihr bei technischen Problemen hilft. Sie hat ein kaufmännisches Talent. Nach der Geburt wurden sie und ein anderes Kind in der Klinik versehentlich vertauscht.
- Stosh „Piz“ Piznarski (Chris Lowell, deutscher Sprecher: Wanja Gerick)
ist ab der dritten Staffel Wallace' Mitbewohner im Wohnheim und Sprecher bei seiner eigenen Radioshow beim Campusradio.

### Nebenrollen

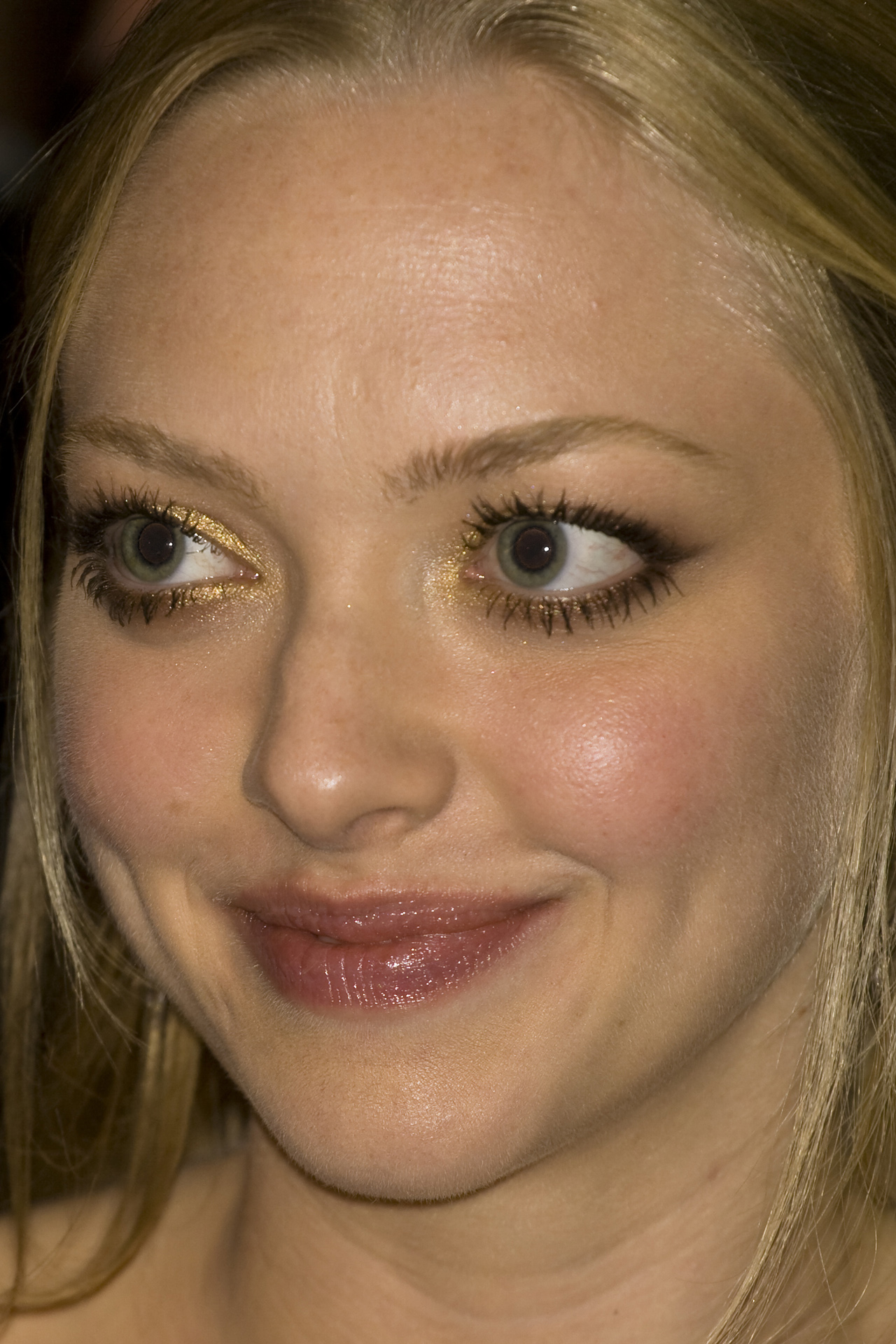
Amanda Seyfried (Lilly Kane)

- Mallory Dent (Sydney Tamiia Poitier, deutsche Sprecherin: Gundi Eberhard)
Lehrerin an der Neptune High, die in der Mitte der ersten Staffel schwanger wird und den Journalismus-Kurs an eine andere Lehrerin abgibt.
- Van Clemmons (Duane Daniels, deutscher Sprecher: Stefan Staudinger)
langjähriger Lehrer an der Neptune High, der während Veronicas Schulzeit zunächst Konrektor ist und später Rektor wird.
- Jake Kane (Kyle Secor, deutscher Sprecher: Udo Schenk)
Vater von Duncan und Lilly, der mit Abstand reichste Mann in Neptune und Eigentümer von Kane Software. Er wird von Keith für den Mord an Lilly verdächtigt.
- Meg Manning (Alona Tal, deutsche Sprecherin: Ulrike Stürzbecher)
Freundin von Veronica und die einzige der 09er, die zu Beginn der ersten Staffel noch mit ihr spricht. Sie stirbt in der zweiten Staffel.
- Abel Koontz (Christian Clemenson, deutscher Sprecher: Lutz Schnell)
angeblicher Mörder von Lilly Kane. Er leidet an Magenkrebs und wird außerdem von der Familie Kane dafür bezahlt, dass er sich für den Mord an Lilly bekennt.
- Alicia Fennel (Erica Gimpel, deutsche Sprecherin: Anke Reitzenstein)
Mutter von Wallace, die zunächst nicht begeistert von der Freundschaft ihres Sohnes mit der Mars-Familie ist. Dies ändert sich aber sehr schnell, als Keith ihr bei einem Untermieterproblem hilft und die beiden sich auch etwas näherkommen.
- Lianne Mars (Corinne Bohrer, deutsche Sprecherin: Silke Matthias)
verschwundene Mutter von Veronica mit einem Alkoholproblem. Ihre Geheimnisse löst Veronica in der ersten Staffel.
- Lilly Kane (Amanda Seyfried, deutsche Sprecherin: Maria Koschny)
lebenslustige und wilde beste Freundin von Veronica. Der Mord an ihr wirbelt Veronicas Leben so durcheinander, dass sich alles erst wieder stabilisiert, als Veronica ihren Mörder gefasst hat.
- Jackie Cook (Tessa Thompson, deutsche Sprecherin Tanya Kahana)
neue Schülerin aus New York, die Wallace Interesse weckt. Hat auch ein Geheimnis, das sich erst am Ende der zweiten Staffel klärt.
- Aaron Echolls (Harry Hamlin, deutscher Sprecher: H.J. Dittberner)
Logans Vater. Schauspieler und Frauenheld. Gewalttätig und charmant und mit einigen Leichen im Keller.
- Lynn Echolls (Lisa Rinna, deutsche Sprecherin: Heide Domanowski)
Aaron Echolls Ehefrau und Logan Echolls Mutter. Wählt in der ersten Staffel den Freitod und springt von einer Brücke.
- Kendall Casablancas (Charisma Carpenter, deutsche Sprecherin: Schaukje Könning)
Dicks und Beavers Stiefmutter. Ehemaliges „Laker-Girl“ mit unzähligen Männerbekanntschaften und Geheimnissen.
- Deputy Leo D'Amato (Max Greenfield, deutscher Sprecher: Dennis Schmidt-Foß)
arbeitet als Hilfs-Sheriff und hat auch kurzfristig eine Beziehung mit Veronica.
- Cliff McCormack (Daran Norris, deutscher Sprecher: Peter Reinhardt)
Anwalt und Freund von Keith Mars.
- Vinnie Van Lowe (Ken Marino, deutscher Sprecher: Jörg Hengstler)
Detektiv aus Neptune und Hauptkonkurrent von Keith und Veronica Mars.
- Madison Sinclair (Amanda Noret, deutsche Sprecherin: Antje von der Ahe)
Veronicas Erzfeindin an der Neptune High School. Wurde bei ihrer Geburt mit Cindy vertauscht.
- Cyrus O’Dell (Ed Begley junior, deutscher Sprecher: Bodo Wolf)
Rektor des Hearst College, der verstirbt.
- Mindy O’Dell (Jaime Ray Newman, deutsche Sprecherin: Ranja Bonalana)
Ehefrau von Cyrus O’Dell. Bezweifelt den Selbstmord ihres Mannes und beauftragt Keith Mars mit der Suche des Mörders.
- Tim Foyle (James Jordan, deutscher Sprecher: Nicolas Böll)
Assistent von Kriminalistikprofessor Hank Landry.
- Hank Landry (Patrick Fabian, deutscher Sprecher: Bernd Vollbrecht)
Kriminalistikprofessor am Hearst College, der Veronica Mars fördert.
- Parker Lee (Julie Gonzalo, deutsche Sprecherin: Julia Ziffer)
Studentin am Hearst College, die zusammen mit Cindy „Mac“ ein Zimmer im Studentenwohnheim teilt.
- Woody Goodman (Steve Guttenberg, deutscher Sprecher: Uwe Büschken)
Bürgermeister von Neptune.

### Gastauftritte

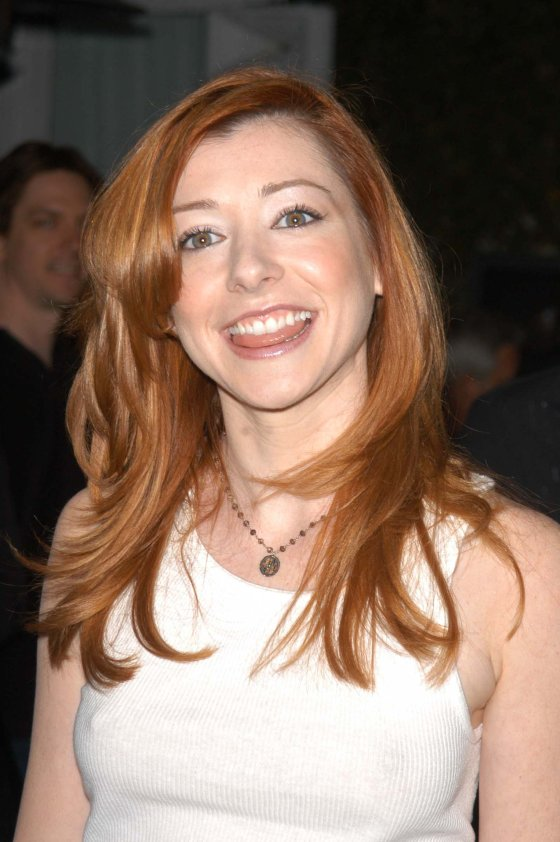
Alyson Hannigan (Trina Echolls)

- Aaron Ashmore als Troy Vandegraff, Freund von Duncan aus Kindertagen, der erste 09er, der nett zu Veronica ist. Episoden: 1.02, 1.03, 1.04, 1.05, 2.16, 2.18
- Alyson Hannigan als Trina Echolls, Logans adoptierte ältere Schwester. Schauspielsternchen mit einem schlechten Händchen für Männer. Episoden: 1.15, 1.19, 2.09
- Paris Hilton als Caitlin Ford, 09erin und Logans Kurzzeitfreundin. Episode: 1.02
- Lucy Lawless als FBI-Agentin Morris. Episode: 2.11
- Laura San Giacomo als Harmony Chase. 3 Episoden: Staffel 2
- Jessica Chastain als Sarah, eine schwangere Nachbarin. Episode: 1.07
- Joss Whedon als Douglas, Mitarbeiter bei einem Autoverleih. Episode: 2.06
- Kevin Smith als Duane Anders. Episode: 2.02
- Richard Grieco als Steve Bitondo, Ex-Ehemann von Mindy O’Dell. Episoden: 3.05, 3.14, 3.15
- Courtney Taylor-Taylor (Sänger/Songwriter der Dandy Warhols, die den Titelsong zur Serie beisteuerten) als Sänger in der Karaoke-Bar (er singt Love Hurts). Episode: 2.03
- Jonathan Taylor Thomas (Randy Taylor in Hör mal, wer da hämmert) als Ben. Episode: 1.18
- Zachery Ty Bryan (Brad Taylor in Hör mal, wer da hämmert) als Caz Truman. Episoden: 1.15 und 1.17
- Paul Rudd als Desmond Fellows, Sänger der Band „My Pretty Pony“. Episode: 3.17
- Robert Maschio (Todd Quinlan in Scrubs – Die Anfänger) als Jurymitglied. Episode: 2.10
- Michael Cera als Dean. Episode: 2.16
- Charles Shaughnessy (Maxwell Sheffield in Die Nanny) als Ehemann von Selma Rose. Episode: 3.08
- Leighton Meester (später Blair Waldorf in Gossip Girl) als Carrie Bishop. Episoden: 1.14 und 1.21
- Jonathan Bennett (Aaron Samuels in Girls Club – Vorsicht bissig!) als Casey Grant. Episoden: 1.9 und 1.21
- Patty Hearst als Enkelin von Selma Hearst. Episode: 3.08
- Matt Czuchry als Norman Phipps. Episode: 3.04
- Josh Duhamel als Magnus, Episode: 4.02

## Fernsehausstrahlung
Staffel 1
In den USA wurde die erste Staffel vom 22. September 2004 bis zum 10. Mai 2005 noch auf UPN ausgestrahlt. Im deutschsprachigen Raum wurden die Episoden vom 2. März 2006 bis 17. August 2006 auf ATV, vom 1. April 2006 bis 23. September 2006 im ZDF und vom 7. April 2006 bis zum 11. Mai 2006 auf SF zwei gesendet.
Staffel 2
Auf UPN wurde die komplette zweite Staffel vom 28. September 2005 bis 9. Mai 2006 ausgestrahlt. Das ZDF sendete die zweite Staffel ab dem 20. April 2007 im Nachtprogramm. ATV sendete die zweite Staffel von April bis Juni 2007 wochentags, SF zwei von Mai bis Juni 2007 ebenfalls wochentags.
Staffel 3
Die dritte Staffel wurde zwischen dem 3. Oktober 2006 und 22. Mai 2007 auf dem damals neuen Network The CW ausgestrahlt, das aus einer Fusionierung von UPN und The WB hervorging. Ursprünglich wurden 13 Folgen geordert, diese Zahl wurde später auf 20 Folgen erhöht. Am 26. Oktober 2007 begann das ZDF unregelmäßig mit der deutschen Erstausstrahlung der dritten Staffel. Ab dem 9. Mai 2008 lief sie wochentags auf SF zwei.
Staffel 4
Die vierte Staffel umfasst acht Folgen und wurde bei dem Streamingdienst Hulu am 19. Juli 2019 veröffentlicht.

## DVD
Die Staffeln 1 bis 3 erschienen in den USA auf DVD.
Die erste Staffel wurde am 16. Mai 2008 in Deutschland veröffentlicht, die zweite am 15. August 2008, die dritte wurde am 12. Dezember 2008 veröffentlicht.
Am 5. Juni 2009 erschien schließlich eine Komplettbox mit allen drei Staffeln, es handelt sich dabei aber lediglich um die drei Einzelboxen in einem Schuber.

## Film
Im März 2013 gab Kristen Bell bekannt, dass ein Veronica-Mars-Film geplant sei, der mit Hilfe der Crowdfunding-Plattform Kickstarter finanziert werden sollte. Innerhalb eines Tages wurde das angestrebte Ziel von 2 Millionen US-Dollar übertroffen, letztendlich nahm das Kickstarter-Projekt über 5,7 Millionen US-Dollar ein. Serienschöpfer Rob Thomas übernahm die Regie und war für das Drehbuch verantwortlich. Die Dreharbeiten begannen im Juni 2013. Der Film startete am 13. März 2014 in den deutschen und einen Tag später in den US-Kinos.

## Spin-off
Anlässlich des Films entschied sich der US-Sender The CW Mitte Januar 2014 dazu, ein webbasiertes Spin-off zu produzieren, das über die Onlineplattform CW Seed veröffentlicht werden soll. Es wird sich dabei um eine metafiktionale Serie handeln, die Ryan Hansen in einer überspitzten Version von sich dabei zeigt, wie er ein Spin-off zu Veronica Mars mit sich selbst in der Hauptrolle produziert. Geplant sind acht Webisoden mit einer Länge von fünf bis zehn Minuten.

## Romanreihe
Am 25. März 2014 erschien bei Random House der erste Roman einer Reihe, die nach den Ereignissen des Films spielt. Er trägt den Titel Veronica Mars: The Thousand Dollar Tan Line. Geschrieben wurde er von Rob Thomas und Jennifer Graham. Die deutsche Übersetzung Veronica Mars – Zwei Vermisste sind zwei zu viel erschien am 11. August 2014 bei script5. Das Buch ist auch als ungekürztes Hörbuch, gelesen von Manja Doering, der deutschen Stimme von Veronica Mars, erhältlich. Der zweite Band Veronica Mars: Mr. Kiss and Tell erschien am 20. Januar 2015. Die deutsche Übersetzung erschien am 21. September 2015 unter dem Titel Veronica Mars – Mörder bleiben nicht zum Frühstück. Zum zweiten Band ist (noch) kein Hörbuch erschienen.

## Reboot
Im September 2018 gab Hulu bekannt, dass die Serie eine vierte Staffel bekommen werde. Für die acht Folgen werden Showrunner Rob Thomas und Hauptdarstellerin Kristen Bell zurückkehren. Veronica, mittlerweile erwachsen, sucht in der Staffel nach einem Serienkiller in Kalifornien, der es auf Studenten in den Spring-Break-Ferien abgesehen hat. Auch Jason Dohring (Logan Echolls), Enrico Colantoni (Keith Mars), Percy Daggs III (Wallace Fennel), Francis Capra (Eli "Weevil" Navarro) und Ryan Hansen (Dick Casablancas) wirken wieder mit; neu dabei sind Dawn Lewis, Patton Oswalt, J. K. Simmons und Kirby Howell-Baptiste. Alle acht Folgen wurden am 19. Juli 2019 online gestellt.

## Rezeption
Die Kritik in den USA war trotz der geringen Zuschauerzahlen sehr positiv. Auf der Aggregator-Seite Rotten Tomatoes erhielt die erste Staffel von Veronica Mars eine Tomatometerbewertung von 97 % mit einer durchschnittlichen Bewertung von 7,97 aus 10 Punkten basierend auf einer Auswertung von 30 Kritiken, von denen 29 eher positiv (fresh) und 1 eher negativ (rotten) ausgefallen waren.